# Goa’uld technológia
A goa’uld egy kitalált parazita faj a Csillagkapu című sci-fi filmsorozat univerzumában. Kígyókhoz hasonlóan néznek ki, de normális esetben olyan nagyobb állatok agyába furakodva élnek, melyeket irányítani képesek. A legtöbb goa’uld istenként tünteti fel magát, hogy irányíthassa rabszolgaseregeit, és ördöginek, egocentrikusnak, megalomániásnak tartják azok, akik nem imádják őket. Ez a szócikk többnyire azokat a technológiákat tartalmazza, melyeket a Goa’uld használ a Csillagkapu univerzumban. A többi technológiát lásd a technológiák a Csillagkapu-sorozatokban szócikkben.

## Pajzsok és álcázók

### Álcázó eszköz
A Goa'uld álcázó-technológia létére a Tiszta játszma c. részben derült fény, amikor Nirrti a személyi álcázóját használta, amely a Re’tu fázistoláson alapult. Yu felháborodott, hogy mért nem osztotta meg a technológiát a többi rendszerúrral. Szintén személyi álcázót használt még Hathor és az Ashrak harcosok is. A Goa'uld hajókon először a A fejvadász c. részben használtak álcázót. A későbbieken több fajta szállítóhajón is feltűnt az álcázás.

### Energiapajzs
Minden Goa'uld vezérhajó és néhány Goa'uld vezető képes energiapajzsot létrehozni a saját védelmére. A személyi változata képes arra, hogy blokkolja a lövedék mozgási energiáját. Nem volt képes azonban ellenállni a kis mozgási sebességű lövedékeknek, például a késeknek, nyilaknak. Később ezt a hiányosságot is kijavították.

## Fegyverek

### AG-3
Ez a műhold Goa’uld genetikai memóriával van fölszerelve és képes azonosítani és megsemmisíteni az ellenséges hajókat fényévekkel arrébb. Folyékony naqahdah-val van feltöltve a hat részre osztott üzemanyagcellái. Egy álomvilágban, melyet a Harcesis Shifu hozott létre, Daniel Jackson az egyik műholdnak a felügyelője, de később megpróbálta a Föld ellen felhasználni. Az álom arra szolgált, hogy megmutassa, hogy a Goa’uld technológia mikre képes.

### Kézi eszköz

Goa'uld kézieszköz

Ismerik még szalageszközként is. Egy fém kesztyűhöz hasonlít a közepén egy nagy piros drágakővel. Ez minden Goa’uld saját fegyvere. Csak az tudja használni, akinek a vérében van egy kis naquadah (vagy régebben gazdatest volt). Használható az ellenfél kínzására, illetve a kivégzendő ellenfél hosszú és fájdalmas megölésére. Képes még üzenet küldésére a Goa’uld és az áldozat között.

### Hara'kesh
Az eszköz olyan, mint egy csiszolt gyűrű és az Ashrak harcosok használják. Képes hirtelen fájdalom okozására és egy energiamezővel a memória törlésére is. Sokar egy ilyennel kínozta meg Apófiszt.

### Intar
A fegyvert edzésre használják. Az Intart be lehet építeni más fegyverekbe, köztük a földi fegyverekbe is, használva pedig egy piros energiarobbanást idéz elő, amitől elkábul az ellenfél. A CSK-1 először Apófisz egyik kiképzőtáborában találkozott ezzel.

### Kor mak
A párosított karkötők arra késztetik viselőiket, hogy egymás közelében maradjanak. Ha távolabb kerülnek egymástól a karkötő megöli mindkét viselőt. Szétvágni majdnem lehetetlen, csak kulccsal lehet kinyitni. A Goa’uld Kronosz arra használta, hogy foglyai ne szökjenek meg. Vala Mal Doran saját magát és Daniel Jacksont kötötte össze, hogy biztosítsa az ősök kincsének egy részét. Ráadásul a kapcsolat még akkor is fennmaradt, amikor ő levette a karkötőket. Később sikerült kikapcsolni.

### Kínzó bot
Ezt a fegyvert kínzás használtak, hogy információt csikarjanak ki a foglyokból. A vége három felé ágazik, mint egy szigony. Szélsőséges fájdalmat okoz, és alkalmazásakor fény csap ki az áldozat száján, fülén és szemén. Az utolsó évadban a Szabad Jaffák és a Lucian Szövetség is ezt használta.

### Felderítő robot
Egy lebegő felderítő eszköz, ami el van látva érzékelőkkel, pajzsokkal, egy energiafegyverrel és egy nagy hatótávolságú kommunikációs eszközzel is.

### Sokkoló gránát
Újrafelhasználható gömb alakú eszköz, ami vakító fényt és egy megsüketítő hangot bocsát ki, miközben a közelében mindent öntudatlanná tesz. A fénybe nézés átmeneti vakságot okoz. Gyakran használják a támadó erők elkábítására.

### Botfegyver
Ez a fegyver van általánosítva a Goa’uld hadseregben, a Jaffáknál. Egy hosszú fém rúdból áll, amin a markolat is van, a végén pedig mandula alakú fejjel van felszerelve, ami tüzeléskor kinyílik. A bot hátsó végén "puskatus" található, így közelharcra is használható. Folyékony naqahdah-val működik. Képzett kezekben nagyon hatásos tud lenni, de sokkal lassabban tüzel, mint a földi fegyverek. Goa’uld űrhajók többsége rendelkezik egy nagyobb és erősebb változatával.

### Zat'nik'tel (Zat)
A legtöbbször használt fegyver, használatától az áldozat elveszti eszméletét. Az első lövés kínokat okoz és/vagy eszméletvesztést, a második halált, a harmadik pedig atomjaira bontja áldozatát. Általában zatnak nevezik. A legtöbbször akkor használják a földi harcosok, ha elektromos berendezést akarnak tönkretenni, vagy az ellenséget meg akarják bénítani a megölése nélkül.

## Űrhajók

### Halálsikló
Gyors támadó űrhajó, amely képes az űrben vagy a víz alatt is repülni. Alakja hasonlít az egyiptomiak szimbolikus állatára, a szárnyas szkarabeuszbogárra. Nem rendelkeznek hiperhajtóművekkel, így általában a Ha’takok viszik őket a harctérre. Alapesetben egy Goa'uld szolgálatában álló Jaffa vezeti. Nem rendelkezik pajzzsal.

### Tel'tak
Fegyvertelen szállítóhajó, tipikus felszereltsége négy mentőkabin, illetve a gyűrűk. Néhány Tel'tak álcázó berendezéssel is fel van szerelve. A hajó két fő részre osztható, a repülő részegységre, amelybe közvetlenül nyílik a bejárat, és a szállítóegységre. Válaszfallal vannak elválasztva, amely kivehető.

### Alkesh
Az Al'kesh egy közepes erősségű bombázó melyet a bolygók támadásakor használnak. Plazmafegyvere, mely az elsődleges támadóeszköze, képes áttörni akár a Tok'ra földalatti alagútrendszerének védőfalait is. Az Al’kesh-t használják még a könnyűfegyverzettel felszerelt Jaffa csapatok szállításában is, a bolygón történő landolás után a Jaffa harcosok hadrendbe állíthatóak.Az Al'kesh módosított változata képes arra, hogy belépjen a hipertérbe is, és nincs szüksége egy kiépített bázis támogatására, mint a Halálsiklóknak. Az Al’kesh két alapvető fegyverrendszerrel van felszerelve. Ezek között az egyik két nagyméretű botfegyver, és lövegtornyok különböző energia- és plazmafegyverekkel. Nem rendelkezik pajzs rendszerrel. Az Al'kesh az alapvető harci eszköze a Lucian Szövetségnek.

### Ha'tak
A Ha'tak vagy Goa'uld anyahajó a legnagyobb Goa’uld űrhajó. Két különböző hajótestből áll, egy tetraéder alakú fő részből és egy ezt körbeölelő gyűrű részből. A ha'tak szó annyit jelent, hogy gúlahajó. A Ha’takok sok esetben piramisokon landolnak. (Két esetben a Cheyenne hegységben is leszálltak.) Fel van szerelve hiperhajtóművel és ha nem éri komolyabb sérülés 32,000 alkalommal képes hiperűrugrásra. A parancsnoki központ neve pel’tak.
Több száz Halálsiklót képes szállítani, amelyeket támogató egységnek használnak. Több ágyúval is fel van szerelve, melyek a törzsön vannak szétszórva. Az Isteni kegyelem c. részben a támadó anyahajók bombázzák az USA keleti partvidékét. Minden egyes bomba egy 200 megatonnás nukleáris robbanófejjel felszerelt bombával ér fel.
A hajók erős pajzzsal vannak ellátva. Számos anyahajó-variáns létezik:
- Rá anyahajója: Az első piramishajót a Csillagkapu filmben láthattuk Rá parancsnoksága alatt. Amikor leszállt, a hajó teteje kinyílt, hogy kiegyenlítse a légkört. A filmben egy nukleáris bomba megsemmisíti, amelyet Jack O’Neill és Daniel Jackson a gyűrűkkel a hajó teleportált. Három hasonló hajót láttak leszállni a Kimmérián a Thor szekere c. részben, amelyet Heru-ur, Rá fia irányított.
- Apófisz anyahajójának prototípusa: A hajót a PX9-757-en láttak építés alatt a Fejlesztések c. részben. A CSK-1 megsemmisítette.
- Apófisz zászlóshajója: Apófisz zászlóshajó először a A kígyó mérge c. részben tűnt fel. A fegyverei teljes energián képesek áthatolni egy Ha’tak pajzsán is. A hajó elmenekült Vorash napjának szupernovája elől, de egy görbítésnek hála egy, a replikátorok által megszállt galaxisba került. Hamarosan elfoglalták a replikátorok és megsemmisítették.
- Anúbisz zászlóshajója: Egy anyahajó, melyet Anúbisz fejlett technológiával látott el. Legfőbb ereje a különleges szuperfegyver, melyet hat szemmel láttak el. Képes egy lövésből megsemmisíteni egy megerősített Ha’tak-ot is. A hajót a rendszerurak flottája semmisítette meg a Hazatérés c. részben a Langara légkörében, ahol a pajzsai csak 40 százalékosan működtek.

## Egyéb technológia

### Szarkofág
Visszahozza a holtakat az életbe, meggyógyítja a súlyos sérüléseket. Extrém módon meg tudja hosszabbítani egy Goa'uld életét. Ha embernél használják, akkor függőséget okoz, használatának felfüggesztése után elvonási tüneteket, majd halált okoz. A Tok’ra nem használja, mert a használóját a Goa’uldok gonoszságára készteti.

### Gyógyító eszköz
A Kézi eszközhöz hasonlóan a kézen kell viselni. Képessé teszi a Goa'uldot, vagy régebbi gazdatestét a gyógyításra.

### Rá szeme
Egy erőteljes körkörös kristály. Hat szem létezik, amelyek Rá-nál, Apófisz-nál, Ozirisz-nál, Tiamat-nál és másoknál vannak. Mindegyik szem egyedül is erős, de kombinálva hatalmuk tízszer nagyobb lesz. Anúbisz végül ötöt szerzett meg és végül a hatodikat azért kapta meg a CSK-1-től, hogy békén hagyja az Abydost. Megépítette a szuperfegyvert, majd legyőzte a rendszerurak egységes flottáját és megsemmisítette az Abydost. A fegyvert később Jack O’Neill és Samantha Carter egy F-302-essel eltörölte a galaxisból.

## Fordítás
- Ez a szócikk részben vagy egészben  a   Goa'uld technology in Stargate című angol Wikipédia-szócikk ezen változatának fordításán alapul.  Az eredeti cikk szerkesztőit annak laptörténete sorolja fel. Ez a jelzés csupán a megfogalmazás eredetét és a szerzői jogokat jelzi, nem szolgál a cikkben szereplő információk forrásmegjelöléseként.